# Zingiber macrorrhynchus
Zingiber macrorrhynchus är en enhjärtbladig växtart som beskrevs av Karl Moritz Schumann. Zingiber macrorrhynchus ingår i släktet Zingiber och familjen Zingiberaceae. Inga underarter finns listade i Catalogue of Life.